# Pittsfield
Pittsfield je město ve Spojených státech amerických. Nachází se v okrese Berkshire County, jehož je zároveň správním městem, ve státě Massachusetts. Ve městě žije přibližně 44 tisíc obyvatel a jeho rozloha činí 110,0 km² Město bylo založeno roku 1752. Po městech Springfield a Chicopee je třetím nejlidnatějším městem v regionu Západní Massachusetts. Panuje zde vlhké kontinentální podnebí. Město leží na březích řeky Housatonic.
Od Springfieldu město leží 77 kilometrů severozápadně, dále leží 159 kilometrů západně od Worcesteru, 217 kilometrů západně od Bostonu a 63 kilometrů východně od Albany ve státě New York.

## Rodáci
- Robin Thomas (* 1949) – americký herec
- Elizabeth Banksová (* 1974) – americká herečka
- William Miller (1782–1849) – americký baptistický kazatel
- Steven Zaloga (* 1952) – americký vojenský historik

## Partnerská města
- Cava de' Tirreni, Itálie
- Ballina, Irsko